# Thomas M. Downs
Thomas M. Downs (* 1944 in Kansas City (Missouri)) ist ein amerikanischer Manager und Staatsbediensteter. Er war unter anderem Chairman und CEO der staatlichen Bahngesellschaft Amtrak.

## Leben
Thomas M. Downs studierte an der Rockhurst University, der University of Missouri und an der University of Kansas Staatswissenschaft und öffentliche Verwaltung.
Während des Vietnamkrieges diente er in der 1. US-Kavalleriedivision. Anschließend arbeitete im Stab des Verkehrsministers Brockman Adams. Von 1978 bis 1980 war er Associate Administrator bei der Federal Highway Administration im Verkehrsministerium der Vereinigten Staaten. Anschließend war er Executive Director der Urban Mass Transportation Administration.
Thomas M. Downs arbeitete von 1981 bis 1983 als Direktor des Verkehrsministeriums von Washington, D.C. Danach war er bis 1988 als City Administrator für den District of Columbia tätig. Während dieser Zeit war er auch für die Sanierung des Bahnhofes Washington Union Station zuständig.
Von Februar 1988 bis März 1990 arbeitete er als Präsident der Triborough Bridge and Tunnel Authority.
Anschließend war er bis 1993 Commissioner des Verkehrsministeriums von New Jersey und Chairman der Nahverkehrsgesellschaft New Jersey Transit. Am 7. Dezember 1993 wurde er zum Chairman und CEO der staatlichen Bahngesellschaft Amtrak berufen. Am 10. Dezember 1998 wurde er durch George Warrington abgelöst.
Ab 1999 war er CEO der National Association of Home Builders. Im Januar 2001 wurde er zum Direktor des National Center for Smart Growth an der University of Maryland berufen. Im Mai 2003 wurde Downs zum President und CEO der Denkfabrik Eno Transportation Foundation berufen. Diese Position hatte er bis 2008 inne, dann übernahm er die Position des Chairman bei Veolia Transportation North America. Ab 2011 bis 2015 saß Thomas Downs im Vorstand von Washington Metro, in den Jahren 2014 und 2015 als Chairman. 2016 wurde er Chairman des amerikanischen Zweiges des Beratungsunternehmens Network Rail Consulting Inc., einer Tochter der britischen Network Rail.